# Сисиньо
Сисиньо (порт. Cicinho; 24 июня 1980, Прадополис, Сан-Паулу) — бразильский футболист, правый защитник. Полное имя — Сисеро Жуан де Сезаре (порт. Cícero João de Cézare). Известность получил по выступлениям за бразильский «Сан-Паулу», испанский клуб «Реал Мадрид», итальянский клуб «Рома» и сборную Бразилии.

## Карьера
13 января 2011 года игрок перешёл в испанский клуб «Вильярреал» на правах аренды до конца сезона 2010/11.
21 июня 2012 года игрок подписал контракт с клубом «Спорт Ресифи» сроком на 1 год.
В марте 2018 года из-за проблем с коленом объявил о завершении карьеры футболиста.

## Титулы и достижения
В клубе:
- Победитель Кубка Либертадорес: 2005
- Чемпион мира среди клубов: 2005
- Чемпион Испании: 2007
- Кубок Италии: 2008
- Чемпион штата Сан-Паулу: 2005
- Обладатель «Серебряного мяча» (по версии журнала «Плакар»): 2005

В сборной:
- Обладатель Кубка конфедераций: 2005